# Klipper
Klipper は KDE 用のクリップボードユーティリティソフトウェアである。

## 機能
KDE ユーザは Klipper からクリップボードの履歴を得られ、その中から選択した項目をクリップボートに再びコピーすることができる。また、クリップボードの内容とアプリケーションのアクションとを関連付けることができるため、例えば URL をコピーすると Klipper のポップアップが出て、そこからコピーした URL をウェブブラウザで開ける。HTTP、HTTPS や FTP などに対して複数のアクションが予め設定されているが、ユーザはアクションを関連付けるクリップボードの内容や、内容に対するアクションを追加できる。